# Pál Jakucs
Pál (Paul) Jakucs (23 de junio de 1928 - 17 de octubre de 2000) fue un botánico, fitosociólogo, y ecólogo húngaro. Obtuvo su licenciatura e Ciencias biológicas, en 1958, y un doctorado, en 1970. A los seis años de edad vivió con su familia en Debrecen, yendo a su Escuela secundaria en el Colegio Calvinista. Obtiene su licenciatura en Geografía y diploma de profesor de historia natural, en 1951. Fue docente en la Universidad de Debrecen durante más de dos décadas. Trabajó primero como especialista en museos, y luego científico. En 1966, se trasladó al Grupo de Investigación en Geografía (Instituto de Investigación desde 1967), donde trabajó hasta 1971 en la comunidad de plantas. En 1971 fue nombrado profesor de universidad en el departamento de Botánica de la Universidad de Debrecen. Gracias a él se formó, en 1979, el primer Departamento ecológico de Hungría, siendo el primer profesor del Departamento hasta su jubilación en 1998.
Su nombre está unido sobre todo a la definición de la Fitogeografía del área de las vertientes de los Cárpatos; y principalmente en la vegetación forestal, investigación ecológica; participado intensamente en los ecosistemas forestales.

## Reconocimientos
- 1976, miembro de la Academia Húngara de Ciencias, miembro vitalicio desde 1987

## Eponimia
Especies
- (Brassicaceae) Arabis jakucsii Pénzes[1]
- (Crassulaceae) Sempervivum jakucsii Pénzes[2]

## Obras
- Mátra, Budapest, 1955
- Geobotanische Untersuchungen und die Karstaufforstung in Nordungarn, Budapest, 1955.
- Nouveau classement cénologique des bois de chênes xérothermes [Quercetea pubescenti-petraeae cl. nova] de l’Europe, Budapest, 1960
- Die phytozönologischen Verhältnisse der Flaumeichen-Buschwälder Südostmitteleuropas, Budapest, 1961
- Dynamische Verbindung der Wälder und Rasen: Quantitative und qualitative Untersuchungen über die synökologischen, phytozönologischen und strukturellen Verhältnisse der Waldsäume, Budapest, 1972
- Ecology of an oak forest in Hungary: Results of “Síkfőkút project”: Structure, primary production and mineral cycling, Budapest, 1985